# Anfailzwang
Der Anfailzwang war die Verpflichtung von Bauern, ihre Produkte zuerst dem Grundherrn zur Deckung seines Eigenbedarfs anbieten zu müssen. Ursprünglich war der Anfailzwang dazu gedacht, ausschließlich den Eigenbedarf der Grundherren zu decken. Der Anfailzwang (Anbiete-, Andienungs- oder Antragszwang) war für den Grundherrn ein obrigkeitliches Vorkaufsrecht.
Dieses Recht wurde von den Grundherrn vielfach missbraucht und die günstig erworbenen landwirtschaftlichen Produkte mit Gewinn weiterverkauft (Fürkauf). Bauern durften erst nach der Ablehnung des Ankaufs durch den Grundherrn die eigenen Produkte weiterverkaufen.
Durch abschreckende Strafen wurde der Anfailzwang von den Grundherren durchgesetzt, wobei der Grundherr zugleich oberster Gerichtsherr war und in der Sache selbst entscheiden konnte.
Ähnliche Rechtsinstitute wie der Anfailzwang waren der
- Tavernenzwang,[5]
- Mühlenzwang[6] und
- das Verbot der Vorhökerei.